# مسجد علاء الدين (سلاغور)
مسجد علاء الدين (بالملايو: Masjid Alaeddin ) هو مسجد تاريخي في بلدة جاغرا في اقليم سلاغور في ماليزيا.

## التاريخ
شيد المسجد بين عام 1903 وعام 1905، وافتتح المسجد رسميا في عام 1906 من قبل سلطان علاء الدين سليمان شاه في سلاغور.

## العمارة
الطراز المعماري الرئيسي للمسجد جاء بتأثير من سلطنة ديلي سومطرة الشمالية في إندونيسيا.

## وصلات خارجية
- البوم صور مسجد علاء الدين